# Lincoln (California)
Lincoln è una città degli Stati Uniti, nella Contea di Placer, in California. Fa parte dell'area statistica metropolitana di Sacramento-Roseville.

## Geografia
Lincoln è una delle città satellite di Roseville. Secondo lo United States Census Bureau, la città ha un'area totale di 20,1 miglia quadrate (52 km²), di cui lo 0,12% (0,052 km²) è coperto acqua.

## Demografia
Situata in un'area di rapido sviluppo suburbano, è cresciuta del 282,1% tra il 2000 e il 2010, diventando la città in più rapida crescita con oltre 10 000 persone negli Stati Uniti. Secondo una stima del 2019, la sua popolazione è di 48 275 abitanti.